# 북방검은머리쑥새
북방검은머리쑥새(영어: Pallas's Reed Bunting, 학명: Emberiza pallasi)는 참새목 멧새과에 속하는 새이다.

## 생김새
전체적으로 생김새가 검은머리쑥새와 유사하지만 검은머리쑥새와 달리 부리 끝이 뾰족하며 윗부리와 아랫부리의 색 차이가 뚜렷하게 보인다.

### 수컷 여름깃
흰색 뺨밑선을 제외하면 머리가 검은색이다.

### 수컷 겨울깃
머리에 검은색 깃이 스며들어 있고 눈 뒤 뺨에 검은색 깃이 약간 있다. 

### 암컷
머리와 눈 뒤, 귀깃은 갈색이고 멱이 흰색이다. 머리에는 가는 흑갈색 줄무늬가 있다.

## 서식지
우랄산맥에서 추코트반도나 카자흐스탄 동쪽에서 몽골까지와 바이칼호 일대에서 번식하고 중국 동부, 한국, 일본 등에서 월동한다. 갈대 줄기에 매달려서 먹이를 찾는다.